# Niels Møller (gartner)
 Der er flere personer med dette navn, se Niels Møller.
Niels Rasmussen Møller (17. november 1857 i Vester Skerninge – 2. januar 1927) var en dansk gartner og politiker.
Han var søn af gårdejer Rasmus Pedersen Møller og hustru Karen Dorothea født Pedersdatter og blev uddannet som gartner på Glorup og i Erfurt. Han var gartner på en gård i Jylland og samtidig leder af arbejdet i tre af Hedeselskabets planteskoler og plantager 1876-77. Møller købte i 1879 ejendommen Irene,  Toftøjevej 1C i Vanløse, og anlagde derpå et handelsgartneri. I 1908 solgte han 12 tønder land til Københavns Kommune. Han udgav bøgerne Nyttehaven (1890), Lysthaven (1892) og Om Dyrkning af Havevækster paa Smaalodder (1901).
Niels Møller var medlem af Københavns Borgerrepræsentation fra 1901 til 1907 og fra 1909 til 1912, valgt for Antisocialistisk Borgerliste. Han var oversynskommissær for København fra 1904, medlem af Brønshøj Menighedsråd 1903-09 og af Skyldrådet for Brønshøj Skyldkreds fra 1903, medlem af Grundejernes Fællesrepræsentation fra 1909, af Københavns Venstreforenings bestyrelse fra 1910 og var en tid i bestyrelsen for Frederiksberg liberale Vælgerforening.
Han blev gift første gang 12. december 1879 med Thekla Marie Christine Bondesen (24. september 1850 i Lindelse Sogn - 14. februar 1907 i Vanløse), datter af lærer Peter Nicolai Bondesen og hustru Christiane Margrethe født Andresen, og anden gang 1. november 1920 med Irene Malvine Larsen (1885-?).